# Cantalupo in Sabina
Cantalupo in Sabina ist eine italienische Gemeinde mit 1663 Einwohnern (Stand 31. Dezember 2023) in der Provinz Rieti, Region Latium.
|  |

## Geographie
Cantalupo liegt 58 km nördlich von Rom und 42 km südwestlich von Rieti in der Niederen Sabina, dem Hügelland oberhalb des Tals des Tiber. Der alte Ortskern befindet sich auf der höchsten Erhebung der Gemeinde. Das Gemeindegebiet erstreckt sich über eine Höhe von 75 bis 297 m s.l.m.
Die Gemeinde befindet sich in der Erdbebenzone 2 (mittel gefährdet).
Zu Cantalupo gehören die Ortsteile Piedimordenti, Terra und Vallemare. Die Nachbarorte sind Casperia, Forano, Poggio Catino, Roccantica, Selci und Torri in Sabina.

### Verkehr
Cantalupo liegt an der strada stadale SS 313, die von der Autobahnauffahrt Roma Nord an der A1 Autostrada del Sole nach Terni führt.
Der nächste Bahnhof ist in Poggio Mirteto Scalo an der Regionalbahnstrecke FR1 in 8 km Entfernung vom Ortszentrum.

## Geschichte
Im Jahre 1037 erwähnt das Registrum Farfense die Siedlung erstmals als castrum Cantalupi. Es folgten verschiedene römische Adelsfamilien als Besitzer. Erste waren die Sant’Eustachio, denen die Savelli folgten. Im Jahre 1570 gab es mit der Heirat von Paola Savelli mit Marcantonio Cesi aus Acquasparta einen Wechsel. Giuseppe Angelo Cesi verkaufte den Ort im Jahre 1697 an den Marchese Giuso Vaini, der zugleich den Fürstentitel erhielt. 1750 erhielt Filippo Lante della Rovere den Besitz durch Erbschaft von seiner Mutter Angela Maria Vaini und wurde dritter Fürst von Cantalupo. 1804 verkaufte Vincenzo Lante ihn an die Gemeinschaft der Barone in der Sabina, die ihn nacheinander an die Familien Simonetti, San Giorgio und De Podenas veräußerte, bis ihn 1862 der Baron Giovanni Battista Camuccini kaufte, in dessen Familienbesitz der Palast noch heute ist. Der Ort wirkt wie eine kleine Feudallandschaft regelmäßiger Natur in der Sabina. Im Jahre 1861 wurde er schließlich Teil des Königreichs Italien und gehört seit 1927 zur Provinz Rieti in der italienischen Republik.

## Bevölkerungsentwicklung
| Jahr      | 1861 | 1881 | 1901 | 1921 | 1936 | 1951 | 1971 | 1991 | 2001 |
| --------- | ---- | ---- | ---- | ---- | ---- | ---- | ---- | ---- | ---- |
| Einwohner | 708  | 843  | 1085 | 1182 | 1353 | 1414 | 1177 | 1489 | 1621 |

Quelle: ISTAT

## Politik
Paolo Rinalduzzi (Lista Civica: Insieme Per Il Futuro) wurde durch die Wahl am 26. Mai 2019 neuer Bürgermeister.

### Wappen
Auf silbernem Schild ein schwarzer Wolf mit blauem Stern. Es handelt sich um ein redendes Wappen, da Canta Lupo so viel wie der Wolf, der singt (heult) bedeutet.

## Sehenswürdigkeiten

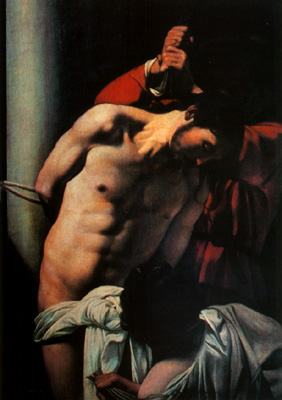
Caravaggio im Palazzo Camuccini

- Wichtigstes Bauwerk in Cantalupo ist der Fürstenpalast in der Ortsmitte, der nacheinander den Sant'Eustacchio, Cesi, Vaini, Lante, Simonetti, San Giorgio, De Podenas und Camuccini gehörte. Im Auftrag von Kardinal Pierdonato Cesi erbaute ihn der Architekt Giandomenico Bianchi, Schüler des berühmten Vignola. Die vordere Platzseite dominieren zwei übereinander stehende Loggien mit dorischen und ionischen Kapitellen; mittig steht in der oberen eine Statue, hinter der ein Wappen der Vaini mit Fürstenkrone hängt. Vor dem Palast ist ein Brunnen zu sehen, der sich auf die Cesi bezieht. Die höher verlaufende Rückfront besteht aus zwei seitlichen, zur Verstärkung angelegten Türmen und Fenstern mit verschiedenen Schmuckformen in einem langen Gebäude: Dieses geht auf die frühere Burg der Savelli zurück. Im Bau selbst ist ein Museum eingerichtet. Dazu kommen diverse Säle mit einer exquisiten Freskenausstattung, die sich weitgehend auf Motive der antiken Mythologie bezieht. Das Museum besteht aus römischen Fundgegenständen verschiedener Größe, darunter zwei Porträtköpfe der Kaiser Commodus und Septimius Severus. Prunkstück der Gemäldesammlung ist eine Geißelung Christi des Frühbarockmeisters Caravaggio.
- An der Via Ternana liegt die Kirche San Biagio mit einem früheren Konvent, die heute dem Verfall entgegen geht, da sie sich in Privatbesitz befindet.
- Die Pfarrkirche Santa Maria Assunta steht direkt rechts neben dem Palazzo Baronale. Sie besitzt eine seitlich abknickende Barockfassade mit zwei Ordnungen und einer Uhr inmitten der Wand. Im Innenraum mit vier Seitenkapellen ist ein Taufstein vorhanden, der aus einer römischen Grabstele besteht, deren Inschrift eine Verstorbene nennt. Eine spätgotische Tafel mit der Madonna und dem Kind, ein barocker Tabernakel mit Engelsfiguren, der Hauptaltar mit Säulen aus grünem Cipollino-Marmor, die das Wappen der Familie Ricci zeigen, und ein Gemälde von 1753, das Mariä Himmelfahrt und den heiligen Blasius darstellt, sind die Kunstgegenstände.
- Die außerhalb gelegene Kirche Sant'Adamo ist einem Lokalheiligen geweiht, der von der Ortsbevölkerung als solcher verehrt wurde; erst Papst Pius IX. ließ diesen Kult zu. In der Apsiskalotte befindet sich das jüngst restaurierte große Fresko einer Marienkrönung mit diversen Heiligen in einer unteren Reihe.

## Kulinarische Spezialitäten
Nach Cantalupo ist die Cantaloupe-Melone benannt, die im Park des Palazzo Baronale um 1700 erstmals in Europa aus Samen, die aus Armenien stammten, gezogen wurde.